# Mosonyi Aliz
Mosonyi Aliz (Keszthely, 1944. február 19. –) Déry Tibor-díjas és IBBY-életműdíjas magyar írónő, újságíró, dramaturg. 1973 óta publikál gyermekkönyveket, versei, színpadi művei jelentek meg.

## Életpálya
Az érettségi és a konzervatóriumi zenei tanulmányai után újságíróként tevékenykedett, majd 1973-ban gyermekkönyvek írásába kezdett (pl. Retekorrú király, Éhes vagyok!, Orroló, Pimpalin köpenye, Mesék Budapestről, Szekrénymesék, Boltosmesék). 
Versei antológiákban jelentek meg. Írt rádiójátékokat, animációs filmforgatókönyveket is.
Mosonyi Aliz művei nagyrészt a Magvető Kiadónál láttak napvilágot, mint pl. a Mesék Budapestről (1996), a Boltosmesék (1997), az Illemtan gyerekeknek (2006), a Szekrénymesék (2007) a Magyarmesék (2011) és Az öreg kisasszony autósmeséi (2015).

## Díjai
- Déry-díj (1998)
- IBBY-életmű-díj (2009)
- A Magyar Köztársasági Érdemrend lovagkeresztje (2006)

## Művei
- Retekorrú király; vers Mosonyi Aliz, rajz Reich Károly; Móra, Budapest, 1973
- Éhes vagyok!; vers Mosonyi Alíz, rajz Heinzelmann Emma; Móra, Budapest, 1975
- Orroló; rajz Háy Ágnes; Móra, Budapest, 1977
- Pimpalin köpenye; írta Mosonyi Aliz, rajzolta Szyksznian Wanda; Móra, Budapest, 1978
- Állatok farsangja; vál. Magyari Beck Anna, ismeretterjesztő szövegek Mosonyi Aliz, rajz Kondor Lajos; Móra, Budapest, 1979
- Kalózdal az almaszószról; Halász Judit – Mákosrétes, 1980
- Andreas Reimann: Hol van az a jó falat?; németből ford. Mosonyi Aliz; Móra–Kinderbuchverlag, Budapest–Berlin, 1981
- Emil és a detektívek. Zenés krimi; Erich Kästner alapján színpadra alkalmazta Mosonyi Aliz; Szigligeti Színház–Verseghy Ferenc Megyei Könyvtár, Szolnok, 1981 (A Szolnoki Szigligeti Színház műhelye)
- Mosonyi Aliz–Háy Ágnes: Mesék Budapestről; Móra, Budapest, 1982
- Mosonyi Aliz–Háy Ágnes: Szekrénymesék. 35 rövid mese; Magvető, Budapest, 1985
- 7 éves vagyok!; Technológia, Bp., 1989 (Pocok) – angolul és németül is
- 8 éves vagyok!; Technológia, Bp., 1989 (Pocok) – angolul és németül is
- 9 éves vagyok!; Technológia, Bp., 1989 (Pocok) – angolul és németül is
- Boltosmesék; Magvető, Budapest, 1997
- Illemtan gyerekeknek. Írta Aliz néni; Magvető, Budapest, 2006
- Les contes de l'armoire. Trente-cinq contes brefs (Szekrénymesék); franciára ford. Eva Almassy, Fanny Volcsanszky, ill. Kitty Crowther; L'école des loisirs, Párizs, 2006
- Les contes des magasins (Boltosmesék); franciára ford. Eva Almassy, ill. Kitty Crowther; L'école des loisirs, Párizs, 2006
- Szkazki iz Budapesta (Mesék Budapestről); bőv. kiad.; oroszra ford. Darja Anyiszimova; Vremja, Moszkva, 2006
- Csipkerózsika. Jacob és Wilhelm Grimm meséje alapján elmeséli Mosonyi Aliz; Pagony, Budapest, 2007 (Pagony klasszikusok)
- Jancsi és Juliska. Jacob és Wilhelm Grimm meséje alapján elmeséli Mosonyi Aliz; Pagony, Bp., 2007 (Pagony klasszikusok)
- Piroska és a farkas. Jacob és Wilhelm Grimm meséje alapján elmeséli Mosonyi Aliz; Pagony, Bp., 2008 (Pagony klasszikusok)
- Magyarmesék; Magvető, Budapest, 2011
- Magyarmesék. Részletek; Magyar Fordítóház, Balatonfüred, 2012 (Füredi fordítói füzetek)
- Egyszer volt, ahogy még sose volt. Tizenkét és fél Grimm mese. Elmeséli Mosonyi Aliz; Pagony, Budapest, 2014
- Az öreg kisasszony autósmeséi; rajz. Medve Zsuzsi; Magvető, Budapest, 2015